# Blodberget
Blodberget är ett litet berg eller kulle i Odensjö, två mil söder om Växjö, inte långt från Huseby, vid sjön Åsnen. Enligt Blendasägnen har Blenda och hennes kvinnor tvättat av sig blodet i sjön efter striderna mot danskarna. Blodviken kallas viken, och Blodberget kallas berget. På Blodberget firades även fruktbarhetsfester, där man blotade till de gamla gudarna.

## Fotnoter
1. ↑  Växjö kommun Arkiverad 21 januari 2016 hämtat från the Wayback Machine.. Läst 25 januari 2015.